# Gabriele Lancieri
Gabriele Lancieri (ur. 17 stycznia 1975 w Imoli) – włoski kierowca wyścigowy.

## Kariera
Lancieri rozpoczął karierę w wyścigach samochodowych w 1998 roku od startów we  Włoskiej Formule 3. Z dorobkiem 25 punktów uplasował się tam na dziesiątej pozycji w klasyfikacji generalnej. W późniejszych latach pojawiał się także w stawce Włoskiej Formuły 3000, Formuły 3000, Barber Dodge Pro Series, Formuły 3000, Europejskiej Formuły 3000, Porsche Supercup, FIA GT Championschip, Italian GT Championship, International GT Open oraz Campionato Italiano Gran Turismo.
W Formule 3000 Włoch wystartował w dwunastu wyścigach sezonu 2002 z włoską ekipą Durango. Jednak nigdy nie zdobywał punktów.